# Mingrelia-Alta Svanezia

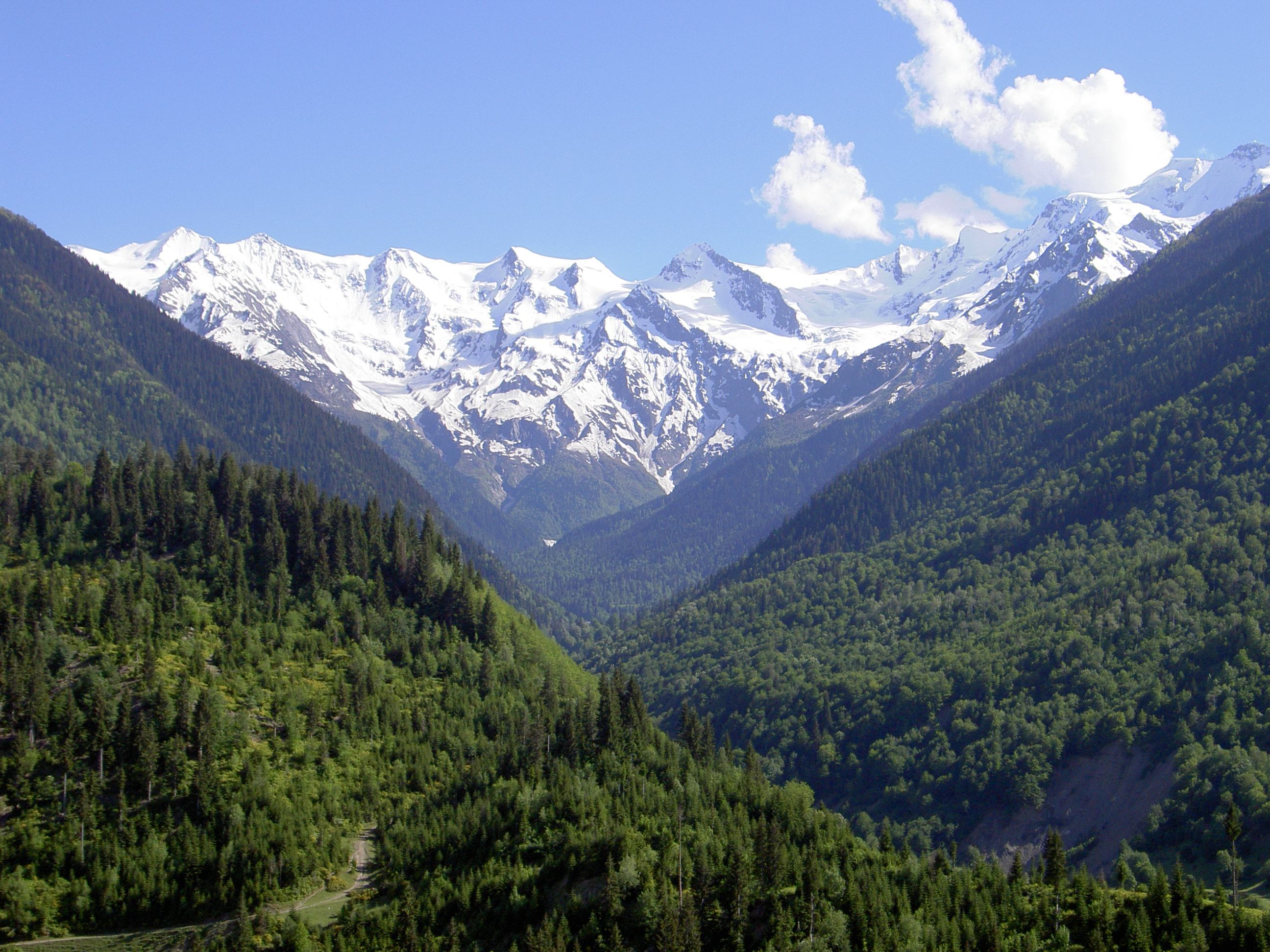
Le montagne del Caucaso nella provincia di Svaneti.

La Mingrelia-Alta Svanezia (in georgiano სამეგრელო-ზემო სვანეთის მხარე?, o Samegrelo-Zemo Svaneti) è una regione (Mkhare) nord-occidentale della Georgia. È ampia circa 7 441 km² e ospita circa 330 761 abitanti (2014). Il capoluogo è Zugdidi.

## Storia
La Svanezia era una provincia della Colchide dove si crede sia morto l'apostolo Simone.

## Geografia
La Mingrelia-Alta Svanezia è formata dalle due province storiche della Mingrelia e della Svanezia (chiamata anticamente Suaneti o Suanir). 

## Città e comuni
La regione comprende una città, Poti, e i seguenti comuni:
- Abasha
- Zugdidi
- Mart'vili
- Mest'ia
- Senak'i
- Chkhorotsqu
- Tsalenjikha
- Khobi